# Amani Oruwariye
Amani Horatio Oruwariye (St. Petersburg, 9 febbraio 1996) è un giocatore di football americano statunitense che milita nel ruolo di cornerback per i Tennessee Titans della National Football League (NFL).

## Carriera

### Detroit Lions
Oruwariye fu scelto nel corso del quinto giro (146º assoluto) del Draft NFL 2019 dai Detroit Lions. Debuttò come professionista subentrando nel quarto turno contro i Kansas City Chiefs senza fare registrare alcuna statistica. Nella settimana 11 contro i Dallas Cowboys mise a segno il suo primo placcaggio. La sua stagione da rookie si concluse con 19 tackle, 2 intercetti e 3 passaggi deviati in 9 presenze, 2 delle quali come titolare.
Nel 2021 Oruwariye si classificò terzo nella NFL con 6 intercetti.

### New York Giants
Il 23 marzo 2023 Oruwariye firmò un contratto di un anno con i New York Giants.

### Jacksonville Jaguars
Il 16 ottobre 2023 Oruwariye firmò con la squadra di allenamento dei Jacksonville Jaguars. Fu attivo per una sola partita nella stagione, nella settimana 17 contro i Panthers. L'8 gennaio 2024 firmò un nuovo contratto come riserva. Fu svincolato il 27 agosto 2024.

### Dallas Cowboys
Oruwariye firmò con la squadra di allenamento dei Dallas Cowboys il 29 agosto 2024. Fu promosso nel roster attivo il 26 ottobre. Nel Monday Night Football della settimana 14 contro i Cincinnati Bengals, con la partita in parità a due minuti dal termine, Oruwariye si lasciò sfuggire il pallone dopo un punt bloccato, che fu poi recuperato dai Bengals per un primo down. Poco dopo gli avversari segnarono il touchdown della vittoria. Oruwariye si rifiutò di parlare con i media a partita conclusa, dirigendosi verso gli spogliatoi con un asciugamano sopra la testa.

### Tennessee Titans
Il 13 maggio 2025 Oruwariye firmò con i Tennessee Titans.